# Chambors
Chambors település Franciaországban, Oise megyében. Lakosainak száma 303 fő (2022. január 1.). Chambors Gisors, Delincourt, Lattainville és Trie-Château községekkel határos.

## Népesség
A település népességének változása:
| Lakosok száma | 320  | 317  | 315  | 314  | 313  | 310  | 306  | 303  |
|               | 2013 | 2015 | 2017 | 2018 | 2019 | 2020 | 2021 | 2022 |